# Gran Premi de San Marino de 2001

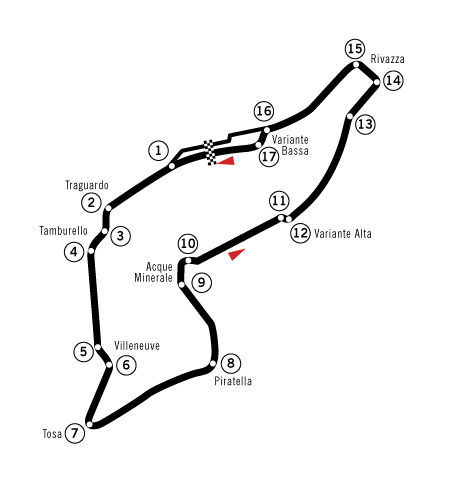
Mapa del circuit d'Imola.

Resultats del Gran Premi de San Marino de la temporada 2001 disputat a l'Autòdrom Enzo e Dino Ferrari el 15 d'abril del 2001.

## Classificació
| Pos | No | Pilot                 | Equip              | Voltes | Temps/ Retirada  | Pos. de sortida | Punts |
| --- | -- | --------------------- | ------------------ | ------ | ---------------- | --------------- | ----- |
| 1   | 5  | Ralf Schumacher       | Williams - BMW     | 62     | 1h 30' 44. 817   | 3               | 10    |
| 2   | 4  | David Coulthard       | McLaren - Mercedes | 62     | + 4.352 s        | 1               | 6     |
| 3   | 2  | Rubens Barrichello    | Ferrari            | 62     | + 34.766 s       | 6               | 4     |
| 4   | 3  | Mika Häkkinen         | McLaren - Mercedes | 62     | + 36.315 s       | 2               | 3     |
| 5   | 12 | Jarno Trulli          | Jordan - Honda     | 62     | + 1' 25.558 min. | 5               | 2     |
| 6   | 11 | Heinz-Harald Frentzen | Jordan - Honda     | 61     | + 1 Volta        | 9               | 1     |
| 7   | 16 | Nick Heidfeld         | Sauber - Petronas  | 61     | + 1 Volta        | 12              |       |
| 8   | 9  | Olivier Panis         | BAR - Honda        | 61     | + 1 Volta        | 8               |       |
| 9   | 22 | Jean Alesi            | Prost - Acer       | 61     | + 1 Volta        | 14              |       |
| 10  | 15 | Enrique Bernoldi      | Arrows - Asiatech  | 60     | + 2 Voltes       | 16              |       |
| 11  | 19 | Luciano Burti         | Jaguar - Cosworth  | 60     | + 2 Voltes       | 15              |       |
| 12  | 8  | Jenson Button         | Benetton - Renault | 60     | + 2 Voltes       | 21              |       |
| Ret | 20 | Tarso Marques         | Minardi - European | 50     | Motor            | 22              |       |
| Ret | 6  | Juan Pablo Montoya    | Williams - BMW     | 48     | Embragatge       | 7               |       |
| Ret | 18 | Eddie Irvine          | Jaguar - Cosworth  | 42     | Motor            | 13              |       |
| Ret | 7  | Giancarlo Fisichella  | Benetton - Renault | 31     | Motor            | 19              |       |
| Ret | 10 | Jacques Villeneuve    | BAR - Honda        | 30     | Motor            | 11              |       |
| Ret | 23 | Gaston Mazzacane      | Prost - Acer       | 28     | Motor            | 20              |       |
| Ret | 1  | Michael Schumacher    | Ferrari            | 24     | Suspensions      | 4               |       |
| Ret | 17 | Kimi Räikkönen        | Sauber - Petronas  | 17     | Direcció         | 10              |       |
| Ret | 14 | Jos Verstappen        | Arrows - Asiatech  | 6      | Problemes Físics | 17              |       |
| Ret | 21 | Fernando Alonso       | Minardi - European | 5      | Frens            | 18              |       |

## Altres
- # Pole: David Coulthard 1' 23. 054

- Volta ràpida: Ralf Schumacher 1' 25. 524 (a la volta 27)